# Butch
Butch（ブッチ）は、日本のタレント、イベントMC、YouTuber。Apple製品の発売日に並ぶパフォーマーとして知られ、特にiPhoneの行列取材における「乗るしかない、このビッグウェーブに！！」という発言により、インターネット上で人気を博した。

## 概要
2010年頃からApple製品発売時の行列に登場し始め、赤いモヒカンにサングラス、袖なしのTシャツというインパクトのある姿と、陽気なトークスタイルでメディアに取り上げられるようになる。

## キャリア

### 初期の活動
初登場は2010年のiPhone 4発売時とされており、その際のテレビ東京やWebメディアの取材映像がSNS上で拡散され、一躍「行列の常連」として注目を集めた。

### メディア出演
- 2017年、AbemaTVの『原宿アベニュー』にて特集される。
- 2023年以降、過去のインタビュー映像がGIF化・ミーム化され、再び注目を集める。
- 2024年にはRocketNews24による取材で再び話題となる。

### YouTube活動
自身のYouTubeチャンネル「ビッグウェーブさん」では、行列の裏話やキャンプ生活、グッズ販売などの動画を公開している。

## スタイル
- キャッチコピー：「乗るしかない、このビッグウェーブに！！」
- ファッション：赤いモヒカン、サングラス、ノースリーブTシャツ
- 特技：火吹き芸、子どもの対応、即興トーク

## 収入と生活
MC業やイベント出演、YouTubeでの収益のほか、自身のオリジナルグッズ販売も行っている。豪華な生活とは無縁ながら、自らのスタイルを貫いて活動を続けている。

## ネット文化との関わり
彼の言動はGIFアニメ、ショート動画、Tシャツのデザインなどに加工され、ネットミームの一つとして現在も流通している。